# Територія безпеки (телепередача)
Територія безпеки — телевізійна програма, яка виходила на Першому національному телеканалі з 2 лютого 2003 року по 27 квітня 2007-го. Програма висвітлювала події, пов'язані з процесами євроатлантичної та європейської інтеграції, інформувала телеглядачів про переваги суспільних відносин в країнах НАТО і Євросоюзу, транслювала думки української опозиції щодо демократії та спроможності поглибити інтеграцію України в євроатлантичні структури тощо. Автором ідеї створення програми був журналіст і редактор Першого національного телеканалу Ігор Рудич, а ведучим — Сергій Череватий.
Програма виходила щотижня у форматі п'ятнадцятихвилинного випуску.
У листопаді 2003 року програму намагалися зняти з ефіру. А з липня 2005 року мовлення програму спочатку переносять на інший час, а 26 липня, коли повинен був вийти в ефір випуск, що стосувався проблеми скорочення військових журналістів газети «Армія України» у Львові, трансляцію програми припиняють. Але невдовзі мовлення інформаційного випуску відновлюють. І аж 27 квітня 2007 року на прохання міністерства оборони програму було остаточно знято з ефіру. Програма повинна була вийти за участю народного депутата V скликання від фракції БЮТ Наталії Королівської.